# 八島士奴美神
八島士奴美神是日本神話中的神。

## 概述
在《古事記》中，是指从八岛士奴美神到远津山岬多良斯神的十五柱十七世神的第一柱。须佐之男命之子，大年神和宇迦之御魂神的异母兄长。
在《日本書紀》中以，「清之湯山主三名狹漏彦八嶋篠」、「清之繁名坂軽彦八嶋手命」、「清之湯山主三名狹漏彦八嶋野」等名称记述。。
在《先代舊事本紀》中，八岛士奴美神的别名为大己貴神，在粟鹿神社的书籍《粟鹿大明神元記》中，有蘇我能由夜麻奴斯弥那佐牟留比古夜斯麻斯奴的记述。
“八島”可以理解为“许多島屿”，“士”可以理解为“知”(領有)，“奴”可以理解为“主”，“美”可以理解为“神灵”，名义上可以理解为“众岛屿之主的神灵”。

## 系譜

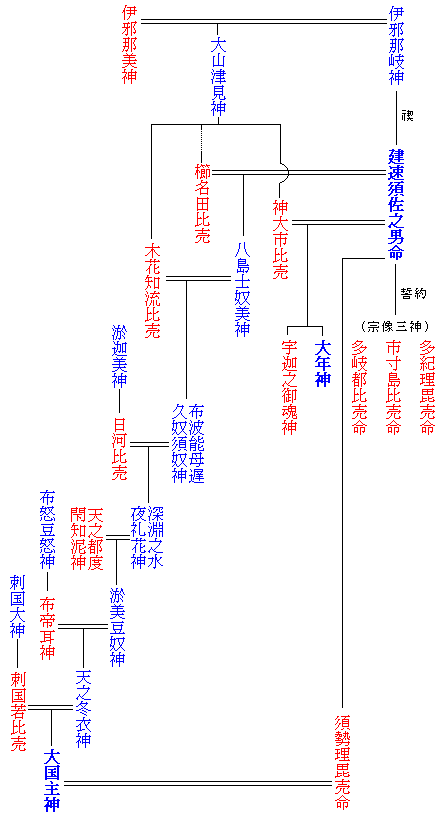
从须佐之男命到大国主神的系图。蓝色代表男神，红色代表女神

伊邪那岐命子須佐之男命娶了大山津見之子足名椎與手名椎的女儿櫛名田比賣所生之子即八島士奴美神。八島士奴美神娶大山津见之女木花知流比賣，生下了布波能母迟久奴须奴神。

## 供奉的神社
- 粟田神社（京都府京都市東山区）
- 八坂神社（京都府京都市東山区）
- 男山神社（香川縣讚岐市寒川町）
- 片埜神社（大阪府枚方市牧野坂）
- 須加神社（三重縣松阪市嬉野権現前町）
- 河邊神社（島根縣雲南市木次町）
- 須我神社（島根縣雲南市大東町）
- 多倍神社（島根縣出雲市佐田町）
- 兵主神社（兵庫縣西脇市黒田庄町）
- 八島手神社（静岡縣田方郡函南町）

## 相关项目
- 須佐之男命
- 櫛名田比賣